# Zamarada acerata
Zamarada acerata là một loài bướm đêm trong họ Geometridae.